# Marguerite de Montchevreuil
Marguerite de Montchevreuil, född Boucher d'Orsay, döpt 6 juli 1633 i Saint-Jean-en-Grève i Paris, död 25 oktober 1699 i Versailles, var en fransk hovfunktionär.  Hon var en välkänd gestalt vid hovet, där hon utövade en del inflytande i sin egenskap av nära vän och förtrogen till Madame de Maintenon. 

## Biografi
Hon var dotter till Charles Boucher d'Orsay, seigneur d'Orsay och Marguerite Bourlon och gift 1653 med Henri de Mornay, markis de Montchevreuil (1623–1706).
Hon lärde känna Madame de Maintenon tidigt. De ingick båda i den personal som tog hand om kungens barn med Madame de Montespan. När Madame de Maintenon år 1684 gifte sig med kungen, uppges Marguerite de Montchevreuil ha varit ett av vittnena till denna hemliga vigselceremoni. 
Hon utnämndes 1679 till hovdam åt Frankrikes kronprinsessa Victoria av Bayern med titeln Gouvernante des filles d'honneur de la Dauphine, det vill säga övervakare av de ogifta hovdamerna, en tjänst hon innehade till 1687. Som sådan beskrivs hon som mycket strikt. 
Elisabeth Charlotte av Pfalz hävdade i sina memoarer, att Marguerite de Montchevreuil sådde split i kronprinsparets äktenskap genom att underlätta för kronprinsen att ha kärleksaffärer med kronprinsessans hovfröknar Marie-Armande de Rambures och Louise-Victoire de La Force medan hans maka hölls isolerad av Barbara Bessola.
Marguerite de Montchevreuil har beskrivits i samtida memoarer och dagböcker som oattraktiv till det yttre och till sin personlighet som en religiös fundamentalist som skapade skräck vid hovet genom att övervaka andras privatliv och rapportera det till den strikta Madame de Maintenon. I denna roll fyllde hon en viktig funktion i den striktare moral som började utövas vid franska hovet sedan kungen hade gift sig med den religiösa Maintenon.